# John Tesh
John Frank Tesh (9 de julio de 1952) es un pianista y compositor de música pop, locutor de radio y presentador de TV estadounidense.

## Discografía
- (1987) Music from the Tour de France, Vol. I - Tesh Music BMI
- (1988) A Thousand Summers
- (1988) Tour de France - Private Music
- (1989) Garden City- Cypress
- (1989) You Break It - Atlantic Records
- (1990) Tour de France - The Early Years - Private Music
- (1992) A Romantic Christmas - Decca Records
- (1992) Ironman Triathlon - GTSP
- (1992) The Games - GTSP
- (1993) Monterey Nights - Decca Records
- (1994) A Family Christmas - Decca Records
- (1994) Sax by the Fire - Decca Records
- (1994) Winter Song - Decca Records
- (1995) Music in the Key of Love - GTSP
- (1995) Backstage with John Tesh - Digital Entertainment
- (1995) Live at Red Rocks - Decca Records
- (1995) Sax on the Beach - Decca Records
- (1995) Anthology
- (1996) Discovery - Decca Records
- (1996) Choirs of Christmas, featuring Rock Theatre, Paulist Boy Choristers of California, Encore Children's Chorus - GTSP
- (1997) Avalon - Decca Records
- (1997) Sax All Night - Decca Records
- (1998) Grand Passion - Decca Records
- (1998) Guitar by the Fire - Decca Records
- (1998) Songs from the Road - BMG Special Products
- (1998) Pure Movies - GTSP
- (1999) One World - Decca Records
- (1999) John Tesh & Friends - Columbia River
- (1999) One Day - Unison
- (2000) Pure Movies, Vol. 2 - Garden City Music
- (2000) Pure Hymns - Faith M.D.
- (2001) Classical Music for an Intimate Mood - Garden City Music
- (2001) Pure Orchestra - Garden City Music
- (2001) Classical Music for a Stress-Free World - Garden City
- (2001) Pure Gospel - Faith M.D.
- (2001) Classical Music for Babies (And Their Moms), Vol. 1 - Garden City
- (2001) Classical Music for Babies (And Their Moms), Vol. 2 - Garden City
- (2001) Classical Music for a Prayerful Mood - Faith M.D.
- (2002) The Power of Love - Garden City Music
- (2002) Christmas Worship - Word Entertainment
- (2002) A Deeper Faith - Garden City
- (2003) Worship Collection: Awesome God - Garden City Music
- (2003) A Deeper Faith, Vol. 2 - Garden City Music
- (2004) Worship at Red Rocks (live) - Garden City Music
- God of Wonders - Word Entertainment
- Drive Time Intelligence CD
- Grand Piano Christmas
- Heart of the Sunrise
- John Tesh - Romantic Christmas Collection
- John Tesh - Ultimate Christmas Collection
- The Power of Prayer and Worship
- Ultimate Love Song Collection
- Victory

## Videografía
- John Tesh - Monterey Nights
- John Tesh - Live at Red Rocks
- John Tesh - The Avalon Concert
- John Tesh - One World
- John Tesh - Christmas in Positano
- John Tesh - Alive: Music & Dance

## Repercusión en América Latina
Se hizo conocido con la música "Shock", cuya primera versión, estuvo en el microprograma del canal Megavisión, llamado: El Tiempo y Algo Más... entre los años 1992 y 1998.
René Calderón, ha hecho una reversión de esa canción, a partir de 1997 y sirvió de base musical hasta mediados de 2013.
La canción "Destination Paris" se utilizó como cortina musical de Telefe Noticias desde 1990 hasta 1992.
No es el único tema de Tesh conocido a través de Megavisión; el tema "Day One" de su disco "Tour de France" fue la cortina musical usada por el Área Deportiva del canal entre 1990 y 2014. Se utilizó también en las ediciones 1991, 1992 y 1993 de los Premios Martín Fierro en la Argentina, durante su transmisión en Telefe.